# Sabinosa
Sabinosa est un village de l'île d'El Hierro dans l'archipel des îles Canaries. Il fait partie de la commune de La Frontera.

## Situation
Sabinosa se situe dans la partie ouest de la dépression de Valle de El Golfo ainsi que de l'île d'El Hierro.

## Description
Ce petit village aux anciennes maisons blanches et aux jardins fleuris s'accroche au flanc de la montagne. Il est considéré comme étant le village le plus emblématique de l'île. La petite église Nuestra Señora de la Consolación y San Simón est blanche avec pierres du pays incrustées. Elle se trouve à la sortie ouest du village.
Sous le village, au bord de l'océan, le Pozo de la Salud est un centre thermal réputé.

## Démographie
| 2000 | 2001 | 2002 | 2003 | 2004 | 2005 | 2006 | 2007 | 2008 | 2009 | 2010 |
| ---- | ---- | ---- | ---- | ---- | ---- | ---- | ---- | ---- | ---- | ---- |
| 310  | 308  | 329  | 326  | 329  | 340  | 320  | 323  | 318  | 306  | 310  |

## Activités
Pendant les fêtes du village, à la fin du mois d'octobre, se déroule la Tafeña coïncidant avec l'ouverture des bodegas et l'arrivée du vin nouveau.